# 阿拉胡諾縣
1°14′3.73″S 77°41′15.07″W / 1.2343694°S 77.6875194°W
阿拉胡諾縣（西班牙語：Cantón Arajuno），是厄瓜多爾的縣份，位於該國東部，由帕斯塔薩省負責管轄，總面積8,767平方公里，2001年普查人口總數為5,150人，該縣人口密度每平方公里0.59人。